# Camponotus genatus
Camponotus genatus är en myrart som beskrevs av Santschi 1922. Camponotus genatus ingår i släktet hästmyror, och familjen myror. Inga underarter finns listade.